# Альціон
Альціо́н (Halcyon) — рід сиворакшоподібних птахів родини рибалочкових (Alcedinidae). Представники цього роду мешкають в Африці і Азії.

## Види
Рід нараховує дванадцять видів:
- Альціон вогнистий (Halcyon coromanda)
- Альціон білогрудий (Halcyon smyrnensis)
- Halcyon gularis[14][15][16]
- Альціон яванський (Halcyon cyanoventris)
- Альціон каштановий (Halcyon badia)
- Альціон чорноголовий (Halcyon pileata)
- Альціон сіроголовий (Halcyon leucocephala)
- Альціон буроголовий (Halcyon albiventris)
- Альціон малий (Halcyon chelicuti)
- Альціон блакитний (Halcyon malimbica)
- Альціон сенегальський (Halcyon senegalensis)
- Альціон мангровий (Halcyon senegaloides)

## Етимологія
Рід отримав наукову назву Halcyon на честь Алкіони з давньогрецького міфу. За легендою, Алкіона і Кейк були людьми, яких боги перетворили на рибалочок. На честь Кейка був названий рід птахів Рибалочка-крихітка (Ceyx)